# Mesopolobus aspilus
Mesopolobus aspilus är en stekelart som först beskrevs av Walker 1835.  Mesopolobus aspilus ingår i släktet Mesopolobus och familjen puppglanssteklar. Arten är reproducerande i Sverige. Inga underarter finns listade i Catalogue of Life.